# Eddy Annys
Pour les articles homonymes, voir Annys.
Eddy Annys (né le 15 décembre 1958 à Wilrijk) est un athlète belge, spécialiste du saut en hauteur. Il détient le record de Belgique avec un saut à 2,36 m, établi le 26 mai 1985 à Gand.

## Biographie
Il remporte la médaille d'argent des Universiades d'été de 1983, à Edmonton au Canada, derrière le Soviétique Igor Paklin. En fin de saison, il est élu sportif belge de l'année 1983 et reçoit par ailleurs le Trophée national du Mérite sportif.
Il participe aux Jeux olympiques de 1984, à Los Angeles, mais ne franchit pas le cap des qualifications.
Le 26 mai 1985, à Gand, il établit un nouveau record de Belgique avec un saut à 2,36 m.
En 1986, il se classe troisième des Championnats d'Europe d'athlétisme en salle d'Athènes, derrière les Allemands Dietmar Mögenburg et Carlo Thränhardt, en terminant ex æquo avec le Britannique Geoff Parsons avec un saut à 2,28 m.
Il devient champion de Belgique du saut en hauteur en 1983 et 1985

### Palmarès
| Date | Compétition                                 | Lieu     | Résultat | Performance |
| ---- | ------------------------------------------- | -------- | -------- | ----------- |
| 1983 | Universiades                                | Edmonton | 2e       |             |
| 1985 | Championnats d'Europe d'athlétisme en salle | Athènes  | 4e       |             |
| 1986 | Championnats d'Europe d'athlétisme en salle | Athènes  | 3e       | 2,28 m      |

### Records
| Épreuve         | Épreuve   | Performance | Lieu      | Date            |
| --------------- | --------- | ----------- | --------- | --------------- |
| Saut en hauteur | Plein air | 2,36 m      | Gand      | 26 mai 1985     |
| Saut en hauteur | Salle     | 2,31 m      | Simmerath | 17 janvier 1986 |